# Ніккі (Бенін)
Ніккі — місто й комуна в Беніні, розташоване в департаменті Боргу. Має площу 3171 км². За даними перепису 2002 року населення міста становило 99 251 чоловік.